# Fire Fire
Fire Fire är ett musikalbum av Fleshquartet som släpptes 26 augusti 1996. Carl-Michael Herlöfsson och Jacob Hellner, alias Bomkrash, producerade albumet. Sjunger gör Freddie Wadling tillsammans med Lizzie Zachrisson.
"Fading like a dream " släpptes som singel.

## Låtlista
1. Evil - 4:03
2. Fading Like A Dream - 4:48
3. Don't Say No - 4:00
4. Falling Down - 6:44
5. Stillness - 5:22
6. You Don't Tell Me Lies - 3:56
7. Play Me (instrumental)- 5:18
8. Ballerina - 3:42
9. Amorosa  - 3:59
10. Second Moon - 4:05
11. Dear Old You (instrumental) - 3:29
12. Too Young To Die - 6:33

## Medverkande
- Fläskkvartetten
  - Jonas Lindgren – violin
  - Örjan Högberg – viola
  - Mattias Helldén – cello
  - Sebastian Öberg – cello
- Freddie Wadling - Sång (1, 2, 3, 4, 6, 8, 10, 12)
- Lizzie Zachrisson - Sång
- Dalila - Sång på 8